# Cycas circinalis
Cycas circinalis es una especie de cícadas del género Cycas.

## Localización
Esta especie se localiza por los bosques nativos de Sri Lanka.

## Características
El tronco de esta especie (sagú reina), puede llegar a los 6,1 m de altura. 
Las oscuras hojas crecen hasta los 2,4 m. Las semillas son venenosas por contener la neurotoxina Beta-metilamino-L-alanina, el veneno potente de las semillas se elimina remojando las semillas en agua. El agua de la primera remojada puede matar a las aves, cabras, ovejas y cerdos.
Después de varios cambios de agua, las semillas se secan y se muelen como harina. La harina se utiliza para hacer tortillas, tamales, sopas y gachas. Es de alto valor medicinal.

## Nombres comunes
- En Filipinas, donde se cultiva, recibe los nombres de oliva y patubo.[4]